# 鈴木享明
鈴木享明（1956年9月21日—）日本的貝斯手及音樂製作人。於東京出生、在橫濱經歷成長。血型A型。身高183公分、體重62公斤。目前主要以Ra:IN和ZokuZokuKazoku樂團的貝斯手從事各項音樂活動。

## 簡歷
- 1975年、於高中在學時所組的樂團"LOU"獲得釜萢弘（／，為原The Spiders樂團成員）的認同賞識而出道。在經歷擔任、荒井由實（松任谷由實）、原田真二的支援樂手後、加入橫濱當地的樂團「李正福Group」。

- 80年代初，組成TENSAW樂團。當時TENSAW以其激烈的表演方式和高度的音樂性、成為日本搖滾樂史上傳說的名團之一。在擔任美國樂團Journey日本巡迴演唱會的暖場演出時也令台下樂迷留下深刻的印象。TENSAW於82年解散。91年曾一度再結成並發行專輯作品，再解散。2006年末再度結成並發行了Live DVD。（目前似乎活動中止但並未解散）

- 83年與SAYBOW（田中聖一，原TENSAW主唱）組成"POISON POP"(AlphaRecords)，以吉他手的身分活動！但於專輯錄音期間退出。

- 86年，與日本名吉他手Char（竹中尚人，原PINK CLOUD吉他手）共同為中川勝彥的支援樂手。

- 88年，與日本名搖滾音樂人本田恭章組成"THE TOYS"(Columbia Records/lot)，以吉他手的身分參加。THE TOYS於91年活動中止。

- 樂團解散後以錄音室樂手和支援樂手的身分繼續活躍於日本音樂界，參與過多位知名歌手和音樂人的幕後製作及現場演出。

- 約90年代前半（待確認）組成了以橫濱為活動據點的樂團「ZokuZokuKazoku」（ぞくぞくかぞく，簡稱ZZK），正式成員有日本殿堂級的樂手加部正義（ルイズルイス加部，原PINK CLOUD貝斯手）、手代木TESSHII克仁（原東京少年吉他手）、富岡"GRICO"義廣（原TENSAW鼓手）。

- 2002年與PATA、向山Tetsu組成Ra:IN樂團。

## 喜愛的Artist
Scott Walker, Roxy Music, David Bowie, Small Faces, The Who, KINKS,

Heaven17, Gang of Four, Jah Wobble, Youth, Tony Visconti

## 附註
目前所有內容均譯自「Michiaki Suzuki Web」（本人的官網）。

## 關聯項目
- Ra:IN
- Pata
- 向山Tetsu

## 外部連結
- Michiaki Suzuki Web本人的網站
- ZokuZokuKazoku official web site所屬樂團ZZK的官方網站
- Ra:IN web (official)所屬樂團Ra:IN的官方網站